# 964-es busz (Budapest)
A budapesti 964-es jelzésű éjszakai autóbusz Hűvösvölgy és Solymár, PEMÜ között közlekedik a 164-es busz éjszakai párjaként. A vonalat 2014. május 11. előtt a Budapesti Közlekedési Zrt., 2024 végéig a Volánbusz, 2025-től pedig a MÁV Személyszállítási Zrt. üzemelteti.

## Útvonala
| Solymár, PEMÜ felé |
| Hűvösvölgy vá. – Hűvösvölgyi út – Hidegkúti út – Solymár, Rózsika utca – Mátyás király utca – József Attila utca – Dózsa György utca – Templom tér – Dózsa György utca – József Attila utca – Mátyás király utca – Tersztyánszky utca – Ifjúság utca – Solymár, PEMÜ vá. |
| Hűvösvölgy felé |
| Solymár, PEMÜ vá. – Tersztyánszky utca – Mátyás király utca – József Attila utca – Dózsa György utca – Templom tér – Dózsa György utca – József Attila utca – Mátyás király utca – Rózsika utca – Hidegkúti út – Hűvösvölgyi út – Hűvösvölgy vá.                         |

## Megállóhelyei
| 0                                     | Hűvösvölgy végállomás      | 18 | 956, 963 |
| 0                                     | Bátori László utca         | 17 | 956, 963 |
| 1                                     | Hunyadi János utca         | 16 | 956      |
| 2                                     | Kossuth Lajos utca         | 15 | 956      |
| 3                                     | Kölcsey utca               | 14 | 956      |
| 4                                     | Mikszáth Kálmán utca       | 14 | 956      |
| 5                                     | Községház utca             | 13 | 956      |
| 5                                     | Templom utca (Kultúrkúria) | 12 | 956      |
| 6                                     | Solymári elágazás          | 12 | 956      |
| 7                                     | Szarvashegy utca           | 11 |          |
| 8                                     | Örökzöld utca              | 10 |          |
| 9                                     | Kökörcsin utca             | 9  |          |
| Budapest–Solymár közigazgatási határa |                            |    |          |
| 10                                    | Anna kápolna               | 8  |          |
| 11                                    | Munkás utca                | 7  |          |
| 12                                    | Bajcsy-Zsilinszky utca     | 7  |          |
| 13                                    | Solymár, községháza        | 6  |          |
| 14                                    | Dózsa György utca          | 5  |          |
| 14                                    | Templom tér                | 4  |          |
| 15                                    | Dózsa György utca          | 3  |          |
| 16                                    | Solymár, községháza        | 2  |          |
| 17                                    | Pilisvörösvári utca        | 1  |          |
| 18                                    | Váci Mihály utca           | 0  |          |
| 19                                    | Solymár, PEMÜ végállomás   | 0  |          |

Jegyek és bérletek érvényessége:
Vonaljegy: Hűvösvölgy – Solymár, PEMÜ
Budapest-bérlet és Budapest-jegyek: Hűvösvölgy – Solymár, Kökörcsin utca
Környéki bérlet és környéki helyközi vonaljegy: Örökzöld utca – Solymár, PEMÜ
Környéki helyi bérlet: Solymár, Kökörcsin utca – Solymár, PEMÜ

## Érdekességek
- A járat korai előzményei közé tartozott az SZ48 jelzésű szolgálati járat, amely 2005. szeptember előtt az Óbudai autóbuszgarázs – Solymár, PEMŰ és Solymár, Anna kápolna között közlekedett, de hivatalosan csak a BKV dolgozói és hozzátartozói vehették igénybe, menetrendje nyilvánosan nem volt meghirdetve.[2] Ezeken a buszokon tehát a járművezetők személyes jóindulatán múlott, hogy felszállhatott-e a járműre hazafelé tartó "civil" – akár éjszakai stoppos – vagy sem.
- A Városi és Elővárosi Közlekedési Egyesület (VEKE) már 2009 decemberében konkrét kidolgozott tervet tett közzé az éjszakai solymári buszjárat beindításának lehetőségeivel kapcsolatban,[3] de további két és fél évet kellett rá várni, hogy a buszjárat valóban beindulhasson.
- A 964-es járat beindítása előtt soha nem közlekedett még menetrend szerinti éjszakai tömegközlekedési járat Solymárra. [Leszámítva a 207-es számozású buszjáratot, amely egy forrás szerint 1939 augusztusában, gyümölcsérés idején éjszaka is közlekedett Solymár és Nagyvásártelep között.[4]]
- A járat indulása alkalmából nagyszabású mozgóbulit szerveztek 2012. május 1-jére a Hűvösvölgy-Solymár közti szakaszra a solymári fiatalok, akik ajándékkal lepték meg az első járat járművezetőjét is.[5]

## Képgaléria

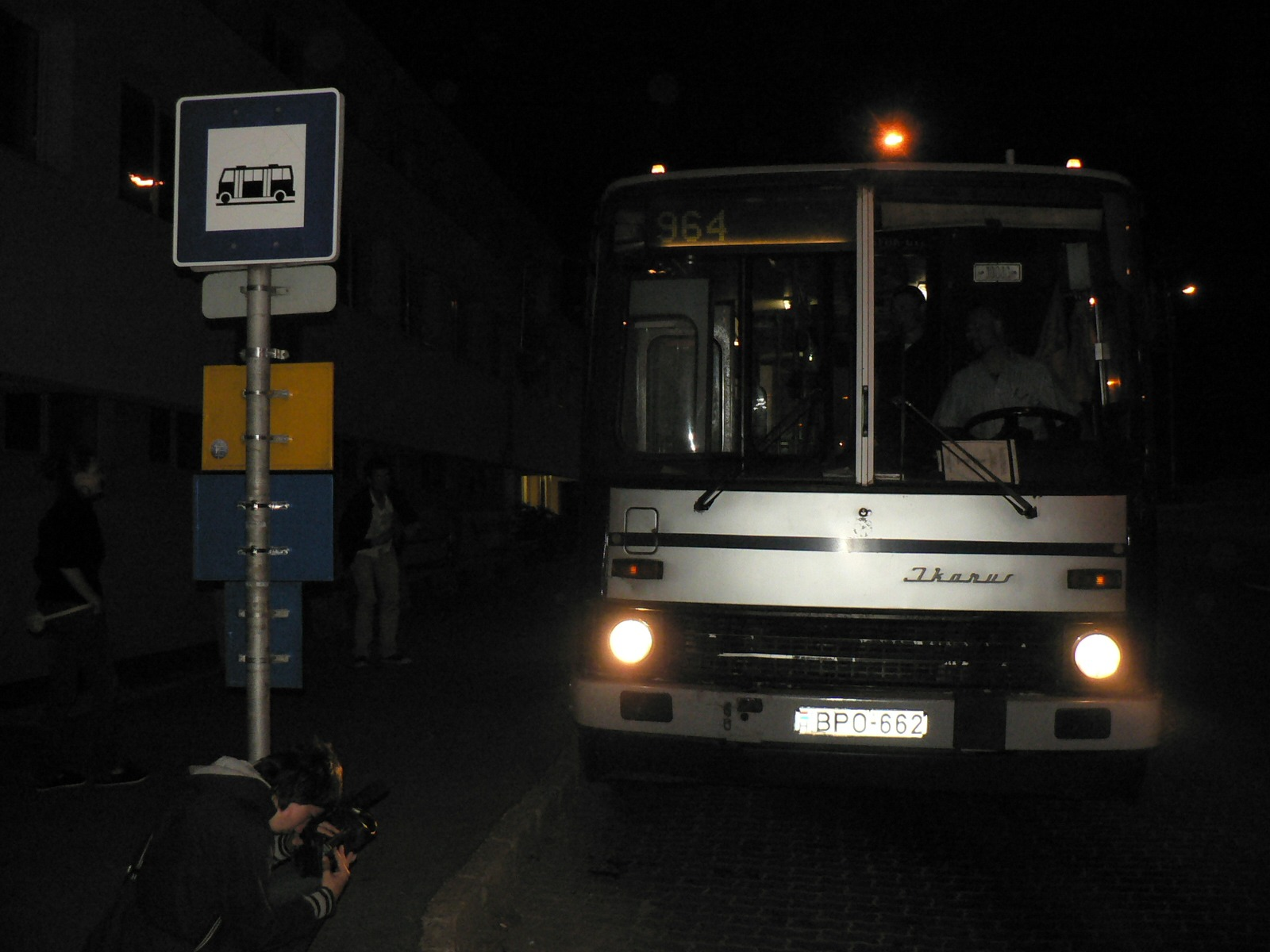
Az első 964-es járat az indulása előtt Solymár, PEMŰ végállomásnál (2012. május 1., pár perccel éjfél után)
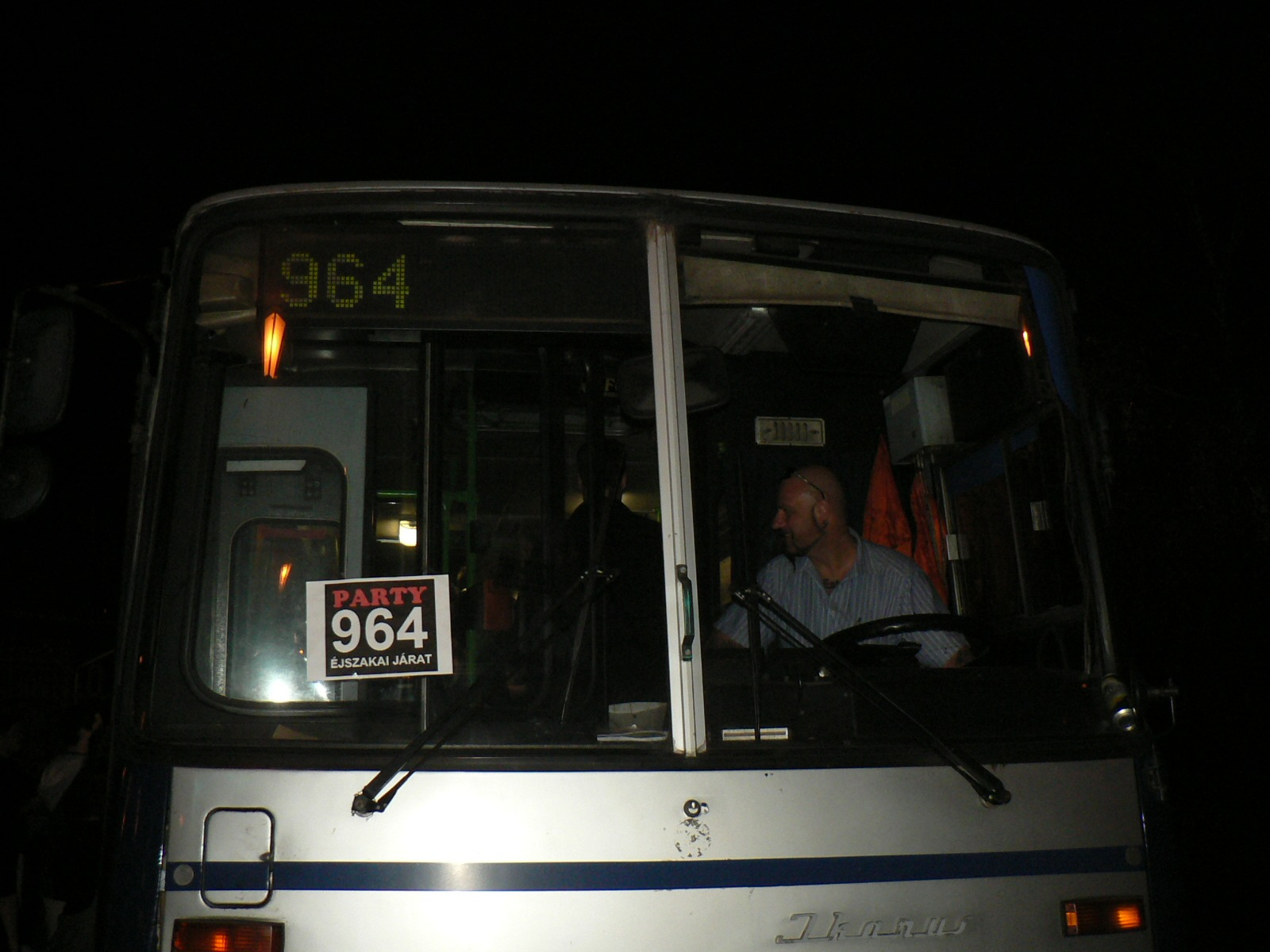
Az első 964-es járat avatása (2012. május 1.)
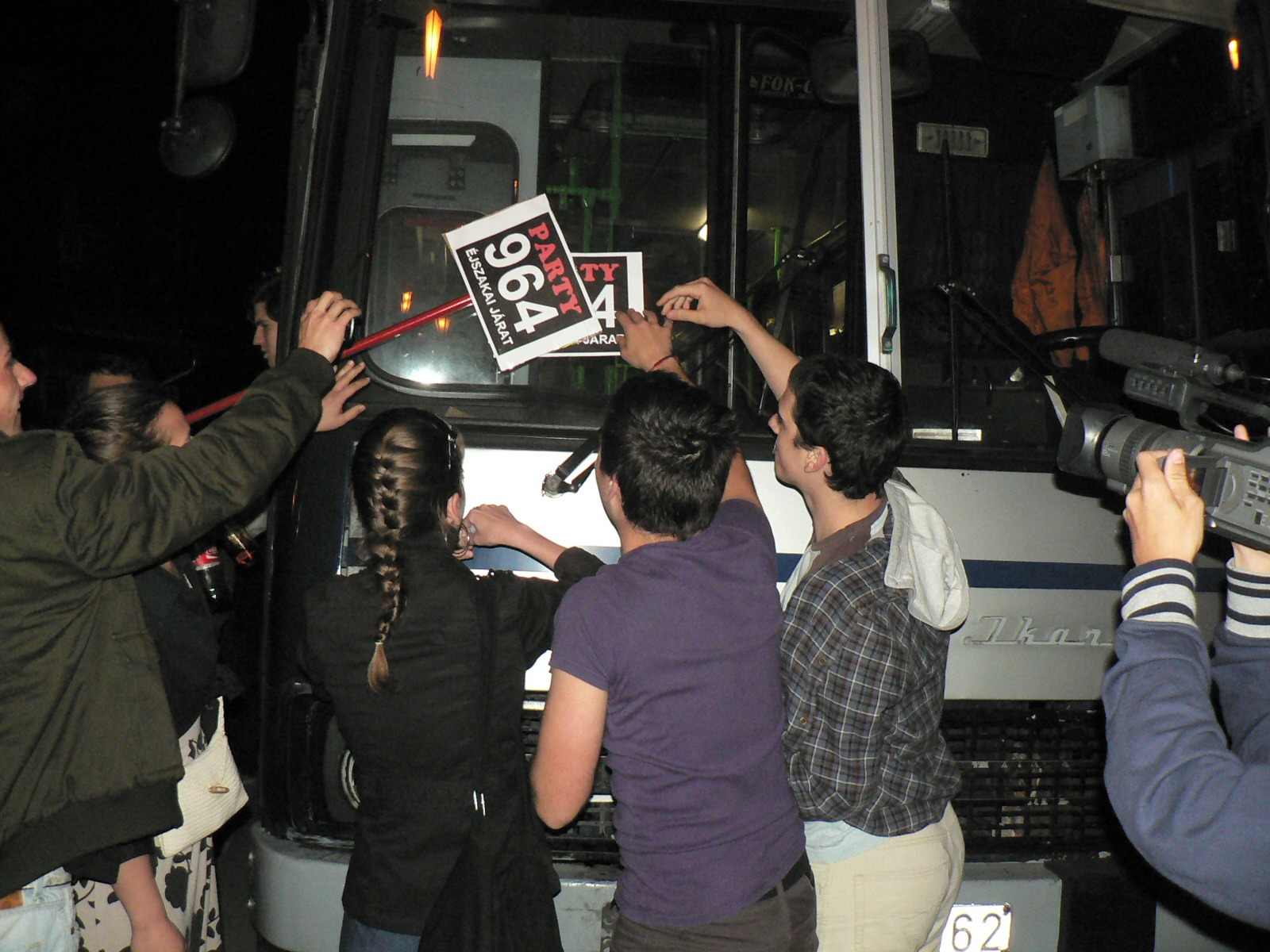
Az első 964-es járat avatása (2012. május 1.)